# Nakskov
Nakskov es una ciudad del sur de Dinamarca. Está situada en la municipalidad de Lolland, en la Región de Sjælland, en la costa occidental de la isla de Lolland. La ciudad tiene una población de 13.697 (1 de enero de 2010). Al oeste está el Fiordo de Nakskov, una ensenada del Langelandsbælt que va de las islas de Lolland a Langeland. El Fiordo de Nakskov es una reserva natural, conocida por la presencia de aves en ella.

## Historia
Nakskov está en la parte interior del fiordo occidental de Lolland, el cual alberga una de las más ricas agriculturas de las islas danesas. El área fue ocupada durante el Neolítico y desde este periodo ha sido continuamente habitada. La ciudad recibió privilegios comerciales en 1266, durante el reinado de Erico V. Siendo en su día el centro de exportaciones de la rica región agrícola del oeste de Lolland, Nakskov prosperó en comercio e industria. Esta situación cambió gradualmente a medida que el transporte terrestre fue posibilitado por la construcción del ferrocarril a la isla vecina de Falster en 1875. La conexión a Sjælland y a la capital nacional de Copenhague mediante el Puente Storstrøm en 1937 modificó la circulación de bienes lejos del puerto de Nakskov. Tradicionalmente un centro de manufacturación e industria, Nakskov ha vuelto al comercio, después de que el auge industrial en construcción de barcos terminara cuando Dinamarca se unió a la CEE y varios subsidios fueran consecuentemente desmantelados.
En la actualidad, Nakskov posee un interés medioambiental que atrae las visitas de los turistas, mostrándose como una de las ciudades más limpias y comprometidas mediambientalmente  de Dinamarca. A medida que las empresas basadas en la tecnología y el medio ambiente sustituyen a la predecesora industria pesada, Nakskov sobresale como un placentero destino de viaje y un centro cultural y comercial. En los últimos años el gobierno local se ha concentrado en restaurar la belleza arquitectónica original de Nakskov, habiendo convertido el paisaje urbano en un área de entretenimiento y compras placentero y culturalmente estimulante, haciendo de Nakskov una ciudad idílica y típicamente danesa, abarcando la diversidad étnica y cultural traída por la globalización.

## Transporte
Nakskov está conectada a Nyøbing Falster por el ferrocarril de Lollandsbanen.
Tanto para habitantes de la zona como para visitantes, los servicios de barcos a los islotes del Fiordo de Nakskov (Slotø, Vejlø, Enehøje, and Albuen) se tramitan en la ciudad de Nakskov. Un servicio de ferry conecta el puerto noroeste de Nakskov a través del Langelandsbælt a la ciudad de Spodsbjerg en la isla de Langeland. El servicio local de autobuses garantiza el transporte estable por la ciudad y las áreas vecinas. El lugar de Nakskov dentro del estuario de Lolland también cuenta con acceso mediante rutas para bicicletas siguiendo los diques que abarcan la Isla de Lolland, ofreciendo una vista excelente del litoral insular.

## Atractivos

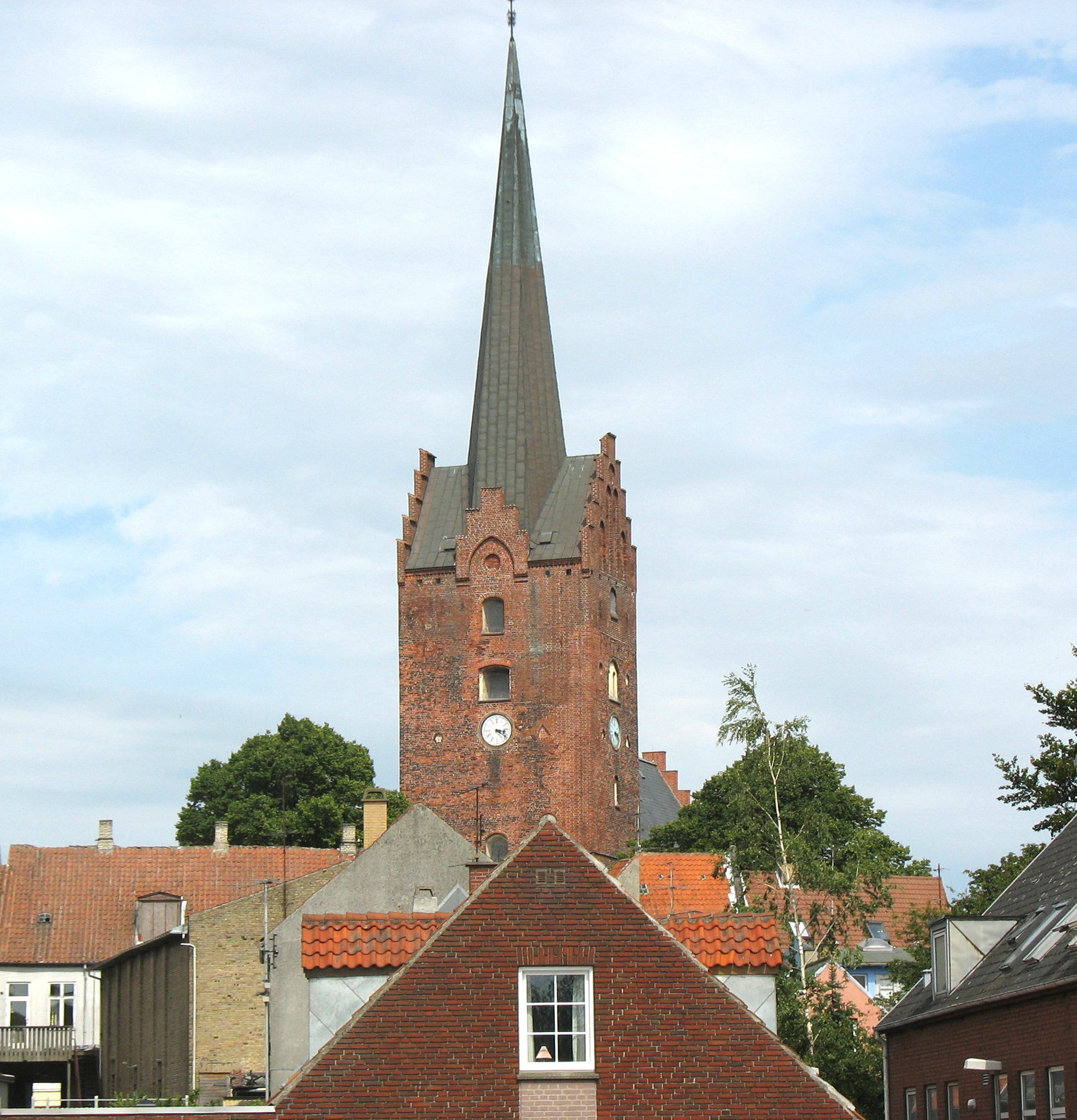
Vista a la torre de la iglesia "Nakskov Kirke" ubicada en el pueblo "Nakskov". La ubicación se encuentra en la isla Lolland, en el este de Dinamarca.

Gran parte de los pantanos alrededor de Nakskov fuereon drenados en el siglo XIX. El dique de la orilla sur del fiordo permite andar o montar en bici por el pueblo de Langø. El paisaje pintoresco de Nakskov también es reclamo del turismo cultural, y los precios favorables atraen a los compradores de la región occidental del Báltico. La intensa atención del gobierno local a la tecnología y conciencia medioambientales también atraen a un número sustancial de visitantes usanado a la ciudad como un centro de turismo medioambiental y cultural.

## Personajes distinguidos nacidos en Nakskov
- Hans Niels Andersen (1852–1937) — Hombre de negocios danés, fundador de la Østasiatiske Kompagni (Compañía del Oriente Asiático).
- Severin From, jugador de ajedrez.
- Mette Jacobsen (n. 1973), nadadora danesa en los estilos mariposa y libre.
- Jens Visby, (n. 1939), arquitecto.

## Economía

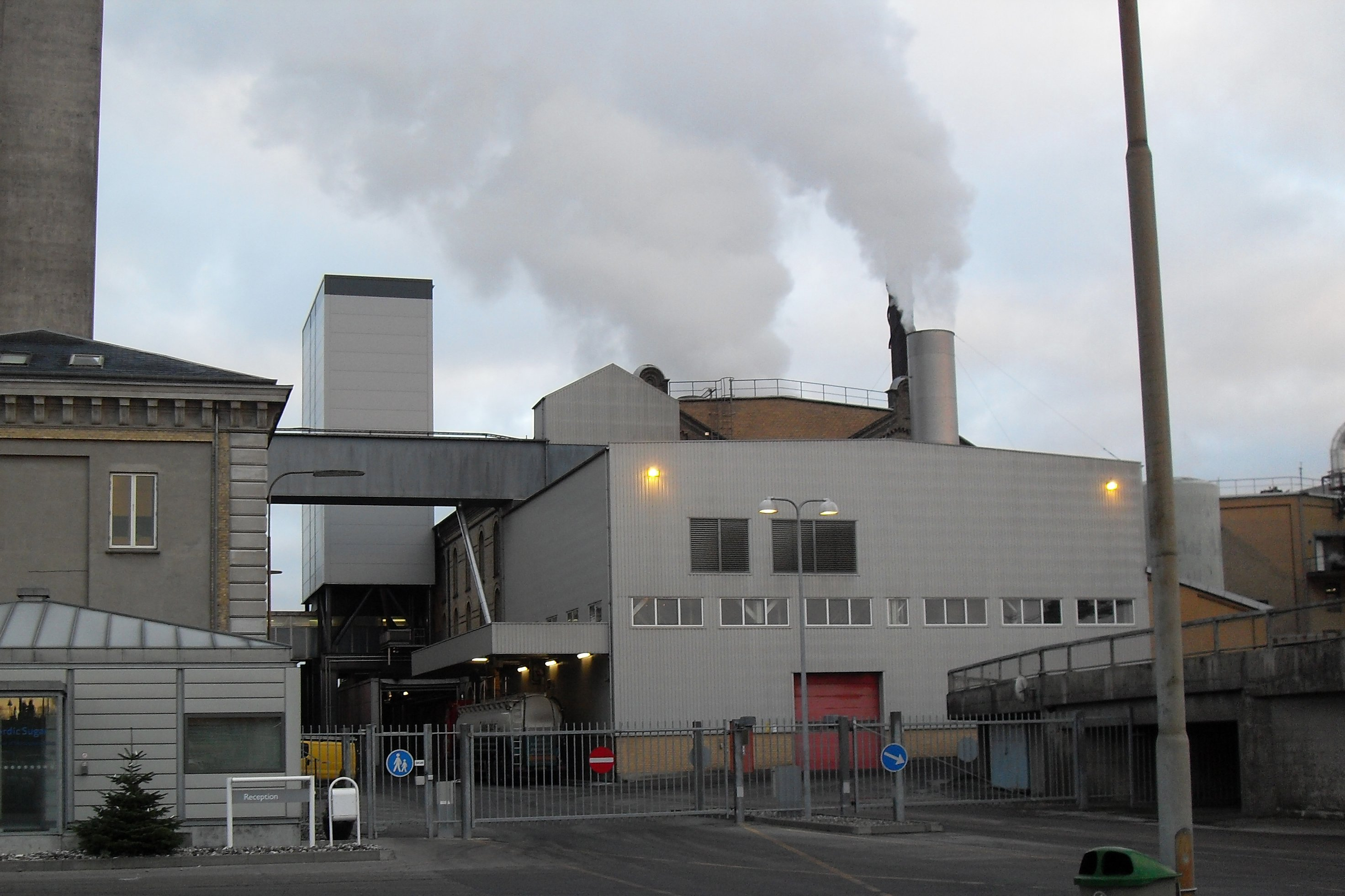
Entrada de la fábrica de azúcar de Nakskov.

La mayor fábrica de azúcar danesa se localiza en Nakskov. Procesa unas 12.000 toneladas de remolacha azucarera al día y pertenece al grupo alemán Nordzucker.

## Municipalidad de Nakskov
Hasta el 1 de enero de 2007, "Nakskov" era también el nombre de una municpalidad (en danés, kommune) que cubría un área de 33 km², y con una población total de 14.745 (2006). En la actualidad Nakskov está integrada en la municipalidad de Lolland. El último alcalde de Nakskov fue Flemming Bonne Hansen, un miembro del Partido Popular Socialista (Socialistisk Folkeparti). La municpalidad de Nakskov terminó su existencia como resultado de la Reforma de las Municipalidades de 2007 (Kommunalreformen). Se fundió con las municipalidades de Holeby, Højreby, Maribo, Ravnsborg, Rudbjerg y Rødby para formar la nueva municipalidad de Lolland. Esta nueva municipalidad consta de un área de 892 km² y una población total de 48.634 (2007).

## Galería

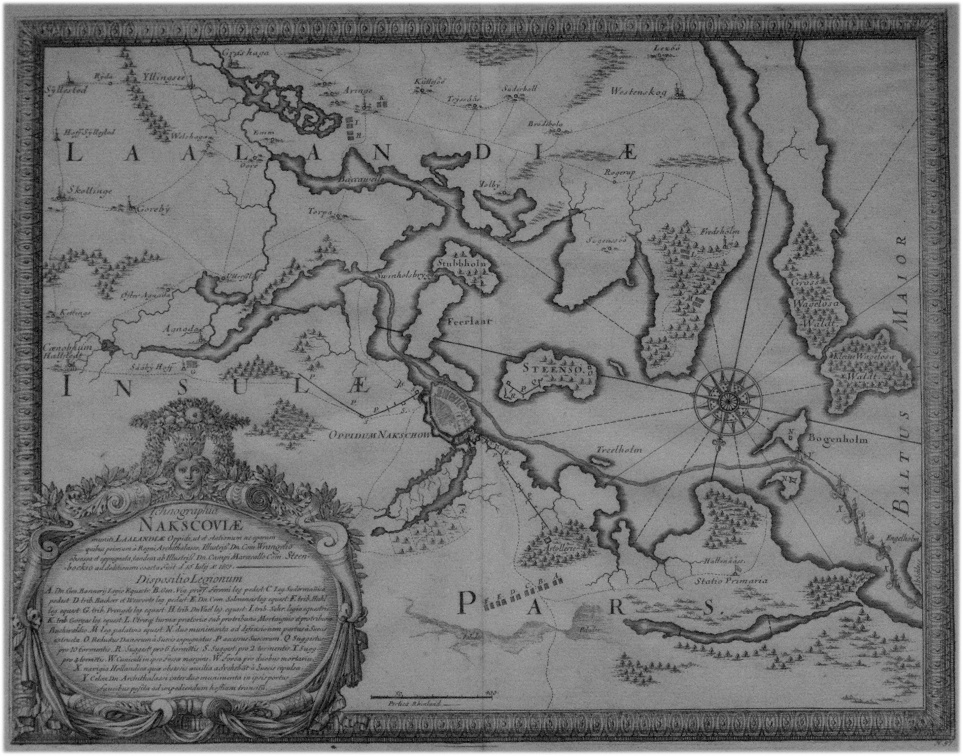
Nakskov y alrededores (parte superior = sur) representada por el cartógrafo del rey sueco durante el sitio de Nakskov en 1658.
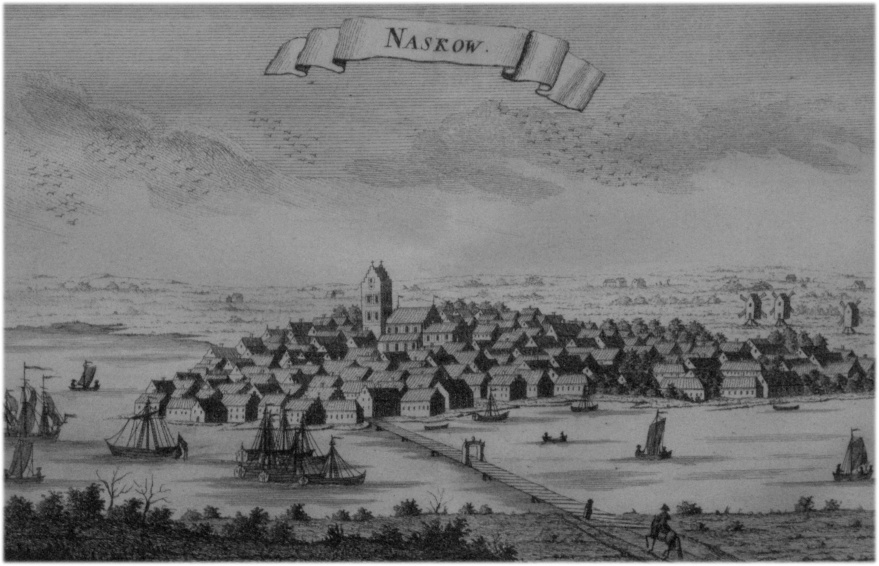
Ilustración en una lámina de cobre de la ciudad de Nakskov, Dinamarca, probablemente del siglo XVIII, vista desde el sur a través del estrecho que separa las porciones interna y externa del fiordo.
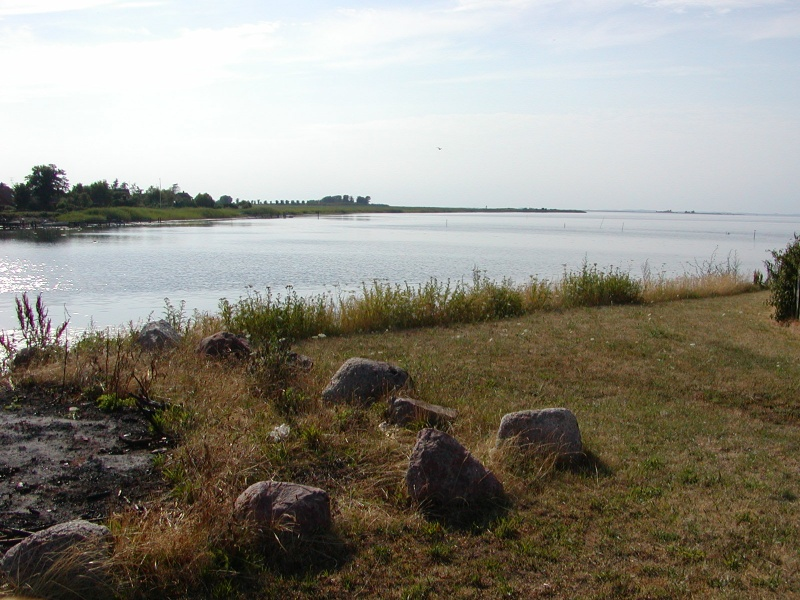
Vista desde Langø en el Fiordo de Nakskov hasta la península de Albuen y la isla de Langeland al oeste.